# Feed the Beast
Feed the Beast es el álbum debut de estudio de la cantante alemana Kim Petras. Fue lanzado el 23 de junio de 2023 a través de Amigo y Republic. Un álbum de pop y dance, Feed the Beast explora temas de amor, desamor y hedonismo, lleno de letras sexo-positivas en muchas de sus canciones. Fue precedido por el sencillo principal "Alone" con Nicki Minaj e incluye colaboraciones con Banks y Sam Smith.
Tras su lanzamiento, el disco fue recibido con críticas mixtas, ya que muchos críticos pensaron que las canciones eran poco inspiradas y decepcionantes en comparación con la producción anterior de Petras. Para promocionar el álbum, Petras se embarcará en el Feed the Beast World Tour. Comercialmente, el álbum debutó y alcanzó el número 24 en su Alemania natal, mientras que se convirtió en su primer álbum en las listas de Estados Unidos y el Reino Unido.

## Antecedentes y promoción
El 3 de agosto de 2022, después de haber aludido al lanzamiento de su próximo segundo álbum de estudio Problématique durante un año en ese momento, Petras confirmó que el lanzamiento del álbum se detuvo, lo que finalmente la puso en el "limbo". Sin embargo, aprobó que los fans escucharan filtraciones. Más tarde aclaró que tres temas del álbum descartado estarían en Feed the Beast. El 22 de septiembre de 2022, Petras lanzó el esperado "Unholy" con el cantante inglés Sam Smith. La canción alcanzó el número uno en varios países, entre ellos el Reino Unido y Estados Unidos, y acabó valiendo a ambos artistas un Premio Grammy a la Mejor Interpretación Pop Dúo/Grupo.
Posteriormente, Petras lanzó los sencillos "If Jesus Was a Rockstar" en noviembre de 2022 y "Brrr" en enero de 2023. El 21 de abril de 2023, la cantante lanzó "Alone" con la rapera Nicki Minaj. La canción tuvo más éxito que sus dos sencillos anteriores, ya que se colocó en las listas de éxitos de cinco países. Aunque se esperaba que todos los sencillos aparecieran en el álbum, "Alone" se anunció oficialmente como el sencillo principal.
El 17 de febrero de 2023, la cantante declaró que un álbum en el que había estado trabajando "durante tres años" estaba listo para ser lanzado el verano siguiente, compartiendo su emoción por que la gente escuchara las canciones. El 26 de febrero, el álbum estaba casi terminado. El 15 de mayo de 2023, Petras anunció el álbum en sus redes sociales. El póster del álbum correspondiente muestra una foto noir de una "espada de aspecto medieval apoyada contra una gran piedra". Petras también compartió publicaciones de imaginería medieval. Como anticipo del álbum, la noticia se celebró como parte de una actuación en directo en el NBC's  Citi Concert series.

## Título y concepto
El título del álbum se produjo después de que Petras tuviera una reunión con su A&R Wendy Goldstein, luego de la filtración de su entonces planeado álbum debut Problématique. Animó a la cantante a "escribir más y alimentar a la bestia", lo que la inspiró a nombrar el álbum con ese título después de su conversación.  Petras también describió el álbum como el más personal, con "momentos reales y vulnerables [para ella]", siendo una desviación de algunos de sus proyectos lanzados anteriormente como Turn Off the Light y Slut Pop, donde hizo personajes interpretados para adaptarse a su narrativa musical.
Según Amazon Music , el concepto del álbum se basó en un "giro moderno del clásico cuento griego Andrómeda" con letras sobre "sacrificar cada parte de ti mismo por tu mayor pasión en la vida". La estética general presenta un escenario medieval rodeado de rocas, una espada y cadenas, mientras que la portada fue fotografiada por el fotógrafo estadounidense Luke Gilford. 

## Composición
Feed the Beast es un álbum de pop y dance, que incorpora múltiples subgéneros en sus canciones, como el Europop, house, hyperpop y disco. Muchos de los temas están inspirados en la música que Petras escuchaba mientras crecía en Europa. Líricamente fue descrito por la cantante como un álbum personal y explora temas de amor, desamor y hedonismo, con muchas sexuales insinuaciones en su composición. Stephen Daw de Billboard comparó la música de Feed the Beast con la de Cascada y Basshunter. Megan Graye y Ellie Muir de The Independent también lo compararon con Basshunter.

## Sencillos
El sencillo líder del álbum "Alone" fue lanzado el 21 de abril de 2023, en colaboración de la rapera Nicki Minaj. Alcanzando el número 55 en el listado Billboard Hot 100 de los Estados Unidos, convirtiéndose en la segunda entrada de Petras en el listado.

### Otras canciones
Previamente se lanzó como sencillo la canción  "Coconuts", que iba a formar parte de su álbum descartado "Problematique". Mientras que la colaboración de Kim Petras con Sam Smith "Unholy", aparece como Bonus Track .

## Recepción Crítica
En Metacritic, que asigna una puntuación sobre 100 a las críticas de publicaciones profesionales, Feed the Beast recibió un promedio de 63 basada en nueve críticas, lo que indica "críticas generalmente favorables".
En una crítica positiva, Nick Levine de NME calificó el álbum como "un escaparate tremendamente entretenido para una estrella del pop", alabando la capacidad de Petras para "profundizar" cuando quiere, al tiempo que comprende la "emoción visceral del escapismo tonto". Kayleigh Watson de The Line of Best Fit también puntuó positivamente el álbum, calificándolo de "tour-de-force sónico de eufóricos himnos dance". También se alabó el poder de Petras como compositor e intérprete.
Muchos críticos opinaron que el álbum no estaba a la altura del nivel artístico habitual de Petras y sus críticas fueron dispares. Shaad D'Souza, que escribió para Pitchfork, calificó el disco de "demasiado seguro" y se mostró decepcionado, afirmando que Petras "había dejado que le quitaran todo [su] filo"." Para The Guardian, Alexis Petridis pensó que el álbum era una "oportunidad perdida para una figura rompedora" y se mostró más crítico con algunas canciones, como "Coconuts". Alexa Camp para Slant Magazine alabó algunas canciones como "Thousand Pieces" y "Minute", pero lo calificó de "seguro" después de su EP Slut Pop..

## Lista de Canciones
| Feed the Beast track listing |                                        |                          |          |  |
| N.º                          | Título                                 | Producer(s)              | Duración |  |
| 1.                           | «Feed the Beast»                       | Ryan OG                  | 2:30     |  |
| 2.                           | «Alone» (con Nicki Minaj)              | Dr. Luke                 | 3:05     |  |
| 3.                           | «King of Hearts»                       | Cirkut                   | 2:51     |  |
| 4.                           | «Thousand Pieces»                      | Dr. Luke                 | 2:23     |  |
| 5.                           | «Uhoh»                                 | Kirkpatrick              | 2:50     |  |
| 6.                           | «Revelations»                          | Dr. Luke                 | 2:50     |  |
| 7.                           | «Bait» (con Banks)                     | Harris                   | 2:35     |  |
| 8.                           | «Sex Talk»                             | Dr. Luke                 | 2:35     |  |
| 9.                           | «Hit It from the Back»                 | Dr. Luke                 | 2:28     |  |
| 10.                          | «Claws»                                | Cirkut                   | 3:13     |  |
| 11.                          | «Minute»                               | The Monsters & Strangerz | 3:05     |  |
| 12.                          | «Coconuts»                             | Dr. Luke                 | 2:49     |  |
| 13.                          | «Castle in the Sky»                    | Cirkut                   | 2:25     |  |
| 14.                          | «Brrr»                                 | Ilya                     | 2:32     |  |
| 15.                          | «Unholy» (con Sam Smith) (bonus track) | Ilya                     | 2:36     |  |
| 40:36                        |                                        |                          |          |  |

## Créditos y Personal
Músicos
- Kim Petras - voz principal
- Dr. Luke - programación (pistas 1, 6, 8, 9, 12)
- Rocco Did It Again! - programación (1)
- Housefly - programación, teclados, bajo (12)
- Nicki Minaj - voz (2)
- Cirkut - programación (3, 13), coros (15)
- Fat Max Gsus - coros, bajo, batería, trompa, guitarra, teclados, programación (4)
- Ian Kirkpatrick (productor discográfico)|Ian Kirkpatrick]] - programación (5)
- Aaron Joseph - programación (6, 8, 9, 12)
- Vaughn Oliver - programación (6, 8, 9, 12)
- Michael Pollack (compositor)|Michael Pollack]] - coros (11)
- Griff (cantante)|Sarah Faith-Griffiths]] - coros (11)
- Pierre-Luc Rioux - guitarra (11)
- Isaiah Tejada - teclados, programación (11)
- Jordan K. Johnson]] - piano, programación (11)
- Stefan Johnson - piano, programación (11)
- Ilya Salmanzadeh|Ilya]] - coros, bajo, batería, teclados, programación (14)
- Rami Yacoub - voz de fondo (14)
- Sam Smith - voz, coros (15)
- Jimmy Napes - coros (15)
- Chris Worsey - violonchelo (15)
- Ian Burdge - violonchelo (15)
- Tony Woollard - violonchelo (15)
- Vicky Matthews - violonchelo (15)
- Chris Laurence - contrabajo (15)
- Stacey Watton - contrabajo (15)
- Simon Hale - arreglo de cuerda (15)
- Adrian Smith - viola (15)
- Andy Parker - viola (15)
- Jenny Lewisohn - viola (15)
- John Metcalfe (compositor)|John Metcalfe]] - viola (15)
- Reiad Chibah - viola (15)
- Alison Dods - violín (15)
- Charis Jenson - violín (15)
- Charlie Brown - violín (15)
- Everton Nelson - violín (15)
- Ian Humphries - violín (15)
- Louisa Fuller - violín (15)
- Lucy Wilkins - violín (15)
- Marianne Haynes - violín (15)
- Natalia Bonner - violín (15)
- Patrick Kiernan - violín (15)
- Perry Montague-Mason - violín (15)
- Richard George - violín (15)
- Steve Morris - violín (15)
- Warren Zielinski - violín (15)

Técnicos
- Dale Becker - masterización (1, 3-13)
- Randy Merrill - masterización (2, 14, 15)
- Clint Gibbs - mezcla (1, 3-5, 7, 10, 11, 13), ingeniería (2, 6, 8, 9, 12)
- Serban Ghenea - mezcla (2, 4, 6, 8, 9, 12, 14, 15)
- Sean Phelan - ingeniería (1)
- Aubry Delaine - ingeniería (2)
- Kalani Thompson - ingeniería (2, 6, 8, 9, 12)
- Tyler Sheppard - ingeniería (2, 6, 8, 9, 12)
- John Hanes - ingeniería (8, 9, 14), ingeniería de mezcla inmersiva (12, 14)
- Stefan Johnson - ingeniería (11)
- Ilya Salmanzadeh - ingeniería (14)
- Jeremy Lertola - ingeniería (14)
- Sam Holland - ingeniería (14)
- Gordon Davidson - ingeniería (15)
- Gus Pirelli - ingeniería (15)
- Freddie Light - grabación (15)
- George Oulton - grabación (15)
- Bryce Bordone - asistencia de mezcla (2, 4, 6, 8, 9, 12, 14, 15)
- Grant Horton - asistencia de ingeniería (2, 6, 8, 12)
- Ed Farrell - asistencia de ingeniería (15)
- Ira Grylack - asistencia de ingeniería (15)
- Miles Wheway - asistencia de ingeniería (15)
- Natalia Milanesi - asistencia de ingeniería (15)
- Fili Filizzola - asistencia en masterización (9)
- Hector Vega - asistencia en masterización (9)

## Charts
| Chart (2023)                             | Peak position |
| ---------------------------------------- | ------------- |
| Australia (ARIA)                         | 63            |
| Bélgica (Ultratop flamenca)              | 128           |
| Canadá (Billboard Canadian Albums)       | 49            |
| Francia (SNEP)                           | 174           |
| Alemania (Offizielle Top 100)            | 24            |
| Polonia (ZPAV)                           | 82            |
| Escocia (Scottish Albums Chart)          | 35            |
| España (PROMUSICAE)                      | 71            |
| Suiza (Schweizer Hitparade)              | 76            |
| Reino Unido (UK Albums Chart)            | 52            |
| Estados Unidos (Billboard 200)           | 44            |
| Estados Unidos (Dance/Electronic Albums) | 2             |